# 大阪府不動産鑑定士協会
公益社団法人大阪府不動産鑑定士協会（こうえきしゃだんほうじんおおさかふふどうさんかんていしきょうかい）は、大阪府の不動産鑑定士・不動産鑑定業者等で構成する公益社団法人。
上位組織は、日本不動産鑑定士協会連合会及び近畿不動産鑑定士協会連合会。

## 事務局所在地
- 大阪市中央区今橋1-6-19　アーク北浜ビル9F

※近畿不動産鑑定士協会連合会の事務局も同所に所在

## 法人の目的
- 不動産鑑定士の社会的使命及びその職責にかんがみ、公益社団法人日本不動産鑑定士協会連合会と連携を保ちつつ、不動産鑑定士の品位の保持及び資質の向上を図り、あわせて不動産の鑑定評価に関する業務の進歩改善、調査研究、知識の啓発普及を行い、もって、不動産の適正な価格の形成を通じて実現される国民福祉、府民福祉の増進への寄与、並びに不動産鑑定評価制度の一層の発展に資すること。[2]

## 事業
- (1)不動産鑑定士に対する技術向上のための研修会の開催、不動産鑑定評価の改善等に資する調査研究及び分析事業
- (2)不動産鑑定評価制度の普及啓発事業
- (3)不動産に関する無料相談などに関する事業
- (4)国が行う地価公示における価格の適正な均衡等を実現するための運営支援事業
- (5)大阪府が行う地価調査における価格の適正な均衡等を実現するための運営支援事業
- (6)大阪府下市町村が行う固定資産評価における価格の適正な均衡等を実現するための運営支援事業
- (7)国税庁が行う相続税評価における価格の適正な均衡等を実現するための運営支援事業
- (8)国、大阪府及び大阪府下市町村等が行う地価等の調査事業における品質の保持、価格の適正な均衡等を実現するための各種支援事業
- (9)国が行う不動産取引価格情報提供制度への支援事業
- (10)不動産、不動産鑑定評価に関する紛争についての相談、助言等及び苦情処理に関する事業
- (11)不動産の鑑定評価に関する取引事例等の資料の提供事業
- (12)災害時における大阪府下市町村が行う住家被害認定調査等への協力に関する事業
- (13)その他この法人の目的を達成するために必要な事業

## 沿革
- 1975年（昭和50年） - 社団法人日本不動産鑑定協会近畿会大阪部会として発足。
- 1995年（平成7年） - 社団法人大阪府不動産鑑定士協会を設立。
- 2014年（平成26年） - 公益社団法人に移行。

## 会員
会員は、正会員、特別会員、名誉会員及び賛助会員の4種（一般社団法人及び一般財団法人に関する法律上の社員は正会員のみ）。会員数約500名。
- 正会員（大阪府に住所地を有する不動産鑑定士、大阪府内に勤務地を有する不動産鑑定士、大阪府内に事業所を有する不動産鑑定業者の代表者）
- 特別会員（不動産鑑定評価又は公益法人運営に関する学識経験者・不動産鑑定評価について経験豊富な者で理事会の承認を得た者）
- 賛助会員（この法人の事業を賛助するために入会を希望するもので理事会の承認を得たもの）
- 名誉会員（この法人に特に功労のあった者又は学識経験者で理事会において推薦された者）

## 広報誌
『鑑定おおさか』を年2回（3月/9月）発行。